# عزلة ميتم (إب)
عزلة ميتم هي إحدى عزل مديرية اب في محافظة إب اليمنية ويبلغ تعداد سكانها 18311 نسمة حسب التعداد السكاني في اليمن لعام 2004 والتي تقع في الشرق من مدينة إب على بعد 8كم ويشكل سكانها مانسبته (12.748%) من إجمالي سكان المديرية، وتعد ثالث أكبر عزل المديرية من حيث عدد السكان، .ومركز العزلة هو سوق الثلوث، وتعد الزراعة النشاط الرئيسي للسكان.وتضم أراضي العزلة بعض المعادن أهمها المعادن الطينية المستخدمة في صناعة الأسمنت والطوب الحراري والمعدن المستخدم في صناعة أحجار الزينة .أهم معالم عزلة ميتم التاريخية حصن الخضراء وحصون وقلاع أخرى قديمة .ويتميز مناخ العزلة بالتنوع وتساقط الامطار الغزيرة طوال العام تقريبًا، ومتوسط درجة الحرارة فيها خلال أيام السنة بحدود 26°C  .

## التسمية
اختلف كثير من المؤرخين والجغرافيين حول تسمية ميتم لكن الراجح انها تسمية حميرية، حيث قيل انها سميت بهذا الاسم نسبتاً لإسم رجل حميري اسمه ميتم بن مثوة بن يريم ذو رعين بن سهل بن عمرو بن قيس بن جشم بن عبد شمس بن وائل بن الغوث بن قطن بن عريب بن زهير بن أيمن بن الهميسع بن حمير بن سبأ بن يشجب بن يعرب بن قحطان بن هود عليه السلام .
حيث سمى حصن مثوة الموجود شرق ذمار باسم أبية مثوة بن يريم ذو رعين.

ويريم تنسب لجده وقد بنا حصن حب المشهور في مديرية بعدان وينسب ليريم ذو رعين مخلاف ذو رعين المشهور.

## التاريخ
عزلة ميتم كانت من المناطق الهامة وأوفرها حظا فقد دخلت في مخلاف الكلاع وقد هاجر أبناء ميتم مع اخوانهم من الكلاع إلى حمص ومصر والحجاز ونبغ منهم العديد من الشخصيات البارزة من بينهم :
1. -إحاظة بن سعد الميتمي الكلاعي الذي كتب اليه الرسول صلى الله عليه وسلم مع جرير بن عبد الله البجلي
2. -بقية بن الوليد الميتمي الكلاعي الحميري الحمصي المتوفي 197 للهجرة
3. -وسفيان بن نجيح الميتمي
4. -وبكر بن محمد الميتمي.[6]

## الجغرافيا
موقع العزلة: تقع في محافظة إب ، في الجزء الجنوبي الغربي من البلاد، على بعد 160 كم جنوب العاصمة صنعاء .وتتصل العزلة بمديرية بعدان من الشمال ومديرية السياني وأجزاء من مديرية السبرة من الجنوب، ومديرية السبرة من الشرق، ومدينة إب من الغرب.

## المناخ والامطار
تتمتع عزلة ميتم بمناخ معتدل طوال العام، وأمطارها غزيرة مصحوبة بالبرودة، حيث يبلغ متوسط درجة الحرارة 26°C . وتصل درجة الحرارة إلى أعلى درجة في شهر مايو عند 29°C  ، وتصل إلى أقل درجة في شهر يناير عند 22°C .  يبلغ متوسط هطول الأمطار 782 ملم في السنة. الشهر الأكثر رطوبة هو أغسطس، مع 191 ملم من الأمطار، وكانون الأول / ديسمبر الأكثر رطوبة، 1 ملم. ، عند ارتفاع ( 1,752 متراً عن سطح البحر).
| مخطط المناخ ميتم | مخطط المناخ ميتم | مخطط المناخ ميتم | مخطط المناخ ميتم | مخطط المناخ ميتم | مخطط المناخ ميتم | مخطط المناخ ميتم | مخطط المناخ ميتم | مخطط المناخ ميتم | مخطط المناخ ميتم | مخطط المناخ ميتم | مخطط المناخ ميتم |
| --- | ---------------- | ---------------- | ---------------- | ---------------- | ---------------- | ---------------- | ---------------- | ---------------- | ---------------- | ---------------- | ---------------- |
| 01 | 02               | 03               | 04               | 05               | 06               | 07               | 08               | 09               | 10               | 11               | 12               |
| 4 32 13 | 6 37 16          | 15 38 16         | 47 40 17         | 72 39 19         | 136 37 17        | 110 33 18        | 191 31 16        | 152 35 18        | 41 38 17         | 7 36 15          | 1 34 15          |
| متوسط درجة-الحرارة °س مجاميع الهطل مم |                  |                  |                  |                  |                  |                  |                  |                  |                  |                  |                  |
| بالوحدات الإنكليزية \| 01 \| 02 \| 03 \| 04 \| 05 \| 06 \| 07 \| 08 \| 09 \| 10 \| 11 \| 12 \| \| 0.2 90 55 \| 0.2 99 61 \| 0.6 100 61 \| 1.9 104 63 \| 2.8 102 66 \| 5.4 99 63 \| 4.3 91 64 \| 7.5 88 61 \| 6 95 64 \| 1.6 100 63 \| 0.3 97 59 \| 0 93 59 \| \| متوسط درجة-الحرارة °ف مجاميع الهطول ″ \| \| \| \| \| \| \| \| \| \| \| \| |                  |                  |                  |                  |                  |                  |                  |                  |                  |                  |                  |
| 01 | 02               | 03               | 04               | 05               | 06               | 07               | 08               | 09               | 10               | 11               | 12               |
| 0.2 90 55 | 0.2 99 61        | 0.6 100 61       | 1.9 104 63       | 2.8 102 66       | 5.4 99 63        | 4.3 91 64        | 7.5 88 61        | 6 95 64          | 1.6 100 63       | 0.3 97 59        | 0 93 59          |
| متوسط درجة-الحرارة °ف مجاميع الهطول ″ |                  |                  |                  |                  |                  |                  |                  |                  |                  |                  |                  |

| 01                                    | 02        | 03         | 04         | 05         | 06        | 07        | 08        | 09      | 10         | 11        | 12      |
| 0.2 90 55                             | 0.2 99 61 | 0.6 100 61 | 1.9 104 63 | 2.8 102 66 | 5.4 99 63 | 4.3 91 64 | 7.5 88 61 | 6 95 64 | 1.6 100 63 | 0.3 97 59 | 0 93 59 |
| متوسط درجة-الحرارة °ف مجاميع الهطول ″ |           |            |            |            |           |           |           |         |            |           |         |

## التضاريس
تضاريس أراضي عزلة ميتم وعرة جداً، فهي عبارة عن مرتفعات جبلية تتخللها وديان عميقة تجرى في ممرات ضيقة لها انحدارات حادة وطويلة، وأغلب هذه الوديان تصب في خليج عدن.
- السهول والأودية
  - وادي ميتم : يعد من أهم وأشهر الأودية في عزلة ميتم، ومنبع مياهه من مدينة إبّ، ومن جبال التعكر وجبال بعدان ويتجه إلى وادي تبن في محافظة لحج.

## قرى ومساكن ميتم
وفقاً لآخر تصنيف لقرى عزلة ميتم فإن عدد قرى العزلة بلغت 19 قريه، كالتالي:
1. الجاح
2. الجاشة
3. الجحلة
4. الخرابة
5. الرجمة
6. الساكن
7. السلق
8. الضرائم
9. المقلوع، الحجر سابقا
10. المناخ
11. النافش
12. دار الغيل
13. ذى صيلة
14. ذى عجزب
15. ذي سود
16. سوق الثلوث
17. عجزب
18. مصريات
19. موران
20. الحجر

## السكان
يبلغ عدد سكان عزلة ميتم 18311 نسمة، وذالك حسب التعداد السكاني في اليمن لعام 2004.
| م  | المديرية | عدد الذكور | عدد الإناث | الإجمالي |
| -- | -------- | ---------- | ---------- | -------- |
| 1  | لجاح     | 564        | 544        | 1108     |
| 2  | الجاشة   | 423        | 436        | 859      |
| 3  | الجحلة   | 452        | 420        | 872      |
| 4  | الخرابة  | 227        | 239        | 460      |
| 5  | الرجمة   | 89         | 82         | 166      |
| 6  | الساكن   | 236        | 237        | 473      |
| 7  | السلق    | 288        | 263        | 551      |
| 8  | الضرائم  | 190        | 170        | 360      |
| 9  | المقلوع  | 807        | 765        | 1572     |
| 10 | المناخ   | 1607       | 1520       | 3127     |
| 11 | النافش   | 260        | 291        | 557      |

| م             | المديرية      | عدد الذكور | عدد الإناث | الإجمالي |
| ------------- | ------------- | ---------- | ---------- | -------- |
| 12            | دار الغيل     | 81         | 86         | 167      |
| 13            | ذى صيلة       | 126        | 127        | 253      |
| 14            | ذى عجزب       | 669        | 663        | 1332     |
| 15            | ذي سود        | 1075       | 1067       | 2142     |
| 16            | سوق الثلوث    | 188        | 143        | 331      |
| 17            | عجزب          | 932        | 932        | 1864     |
| 18            | مصريات        | 91         | 69         | 160      |
| 19            | موران         | 175        | 180        | 355      |
| إجمالي العزلة | إجمالي العزلة | 9٬307      | 9٬004      | 18311    |

## مناطق أثرية وأماكن سياحية
تعتبر عزلة ميتم عزلة الطبيعة الساحرة والآثار الرائعة، كل ما في هذه المنطقة يجسد الجمال، تتجمل الصورة الحية في أحضان الكتل الجبلية والقرى المعلقة في مرتفعات القمم وكأنها تسامر النجوم. وعزلة ميتم من أكثر المناطق تنوعا لمنتجها السياحي والبيئي، مشارف حصونها التاريخية صالحة للطيران الشراعي ورياضة التسلق ومن أشهر الحصون والمناطق السياحية والأثرية:
- منطقة النافش

يوجد في ميتم العديد من الأماكن الخلابة كمنطقة النافش حيث تعتبر إحدى المصايف الطبيعية الخلابة والتي ما زالت بكر إلى يومنا هذا.
- حصن الخضراء

يعتبر هذا الحصن من الحصون التي تتربع قمم الجبال بالعزلة والتي خلفتها حضارات دويلات يمنية قديمة. حيث يوجد الحصن على أحد الجبال المطلة على قرية المناخ إحدى قرى العزلة. هذا الحصن يمتاز بالفن والدهاء المعماري لقدامى اليمنيين، وتضم آبار المياه ومخازن العتاد العسكري والغذائي.

## وصلات خارجية
- الجهاز المركزي للإحصاء بالجمهورية اليمنية
- المركز الوطني للمعلومات باليمن
- الدليل الشامل